# Ндонго
Королевство Ндонго — доколониальное государство на территории Северной Анголы, созданное этносом мбунду.

## Начало государства
Согласно сведениям об устной традиции, собранным иезуитом, основателем государства стал Нгола Килундже (по другой версии, Нгола Кинене), пришедший из Конго.
Первое упоминание о Ндонго относится к началу XVI века. В это время оно выплачивало дань королевству Конго.

## Попытка обретения независимости
В 1518 году Ндонго обратилось к Португалии прислать в их страну христианских миссионеров и одновременно признать их независимыми от Конго. В 1520 году посланники прибыли, однако под давлением короля Конго Афонсу I были вынуждены переправить миссионеров в Конго. В Ндонго же для проповеди слова Божьего были направлены христианизированные конголезцы.
В середине 1550-х годов король Ндонго вновь направил переговорную миссию в Португалию, чтобы заручиться её поддержкой в борьбе против Конго. Среди прибывших в 1556 году португальцев во главе с Паулу Диашем де Новаишем, внуком Бартоломеу Диаша, было несколько иезуитов, однако договор заключен не был. Диаш уехал, оставив в Ндонго иезуитов.

## Португальские захваты
В 1571 году португальский король Себастьян I предоставил право Диашу основать укрепленные европейские поселения на территории Анголы. Диаш прибыл на побережье Юго-Западной Африки, где в 1575 году основал город Сан-Паулу-ди-Луанда (современная Луанда).
В 1579—1599 годах королевство Ндонго воевало с португальцами, но последние продолжили свою экспансию. Правительница Ндонго Нзинга Мбанди Нгола активно пыталась им противостоять с 1624 года.
В 1671 году португальцы нанесли поражение Ндонго, ликвидировав даже его формальную независимость.

## Правители Ндонго

### НголаНдонго
- Нгола Килуанжи киа Самба — правил около 1515—1556 гг.[2]
- Ндамби а Нгола — правил в 1556—1561 гг.[2]
- Нгола Килуанжи киа Ндамби — правил в 1561—1575 гг.[2]
- Нгола Киломбо киа Касенда — правил в 1575—1592 гг.[3]
- Мбанди а Нгола — правил в 1592—1617 гг.[3]
- Нгола Мбанди — правил в 1617—1624 гг.[4][5]
- Нзинга Мбанди Нгола (в христианстве донна Анна I де Соуза) — правила в 1624—1663 гг.
- Ари а Килуанжи (в христианстве дон Жуан I) — ставленник португальцев в 1625—1626 гг.[6]
- Нгола а Ари (в христианстве дон Филипе I де Соуза) — ставленник португальцев в 1626—1664 гг.[6]
- Жуан II — ставленник португальцев в 1664—1671 гг.[6]

### Правители Матамбы-Ндонго
- Нзинга Мбанди Нгола (в христианстве донна Анна I де Соуза) — правила в 1631—1663 гг.
- Мукамбу Мбанди (в христианстве донна Барбара I да Силва Араужо) — правила в 1663—1666 гг.[7]
- Нзинга а Мона (в христианстве дон Антониу I Карраску) — правил в 1666—1669 гг.[7]
- Жуан I (Нгола Кантри, в христианстве дон Жуан Гутериш) — правил в 1669—1670 гг.[8]
- Луиш I — правил в 1670—1670 гг.[8]
- Нзинга а Мона (в христианстве дон Антониу I Карраску) — правил в 1670—1671 гг.[9]
- Франсиску I (Нгола Канини, в христианстве дон Франсиску Гутериш) — правил в 1671—1681 гг.[10]